# スロバキアの大統領の一覧
スロバキアの大統領（スロバキアのだいとうりょう、スロバキア語: Prezident Slovenskej republiky）は、スロバキアの元首たる大統領。

## 概要
スロバキアにおける大統領職は国家元首であり、大半の権限は形式的なものである。1993年のビロード離婚でスロバキアがチェコと分離し独立した際には、首相が大統領代行として就任した。そして議会によって5年任期の大統領が選出されたが、1998年に議会が大統領を選出できない事態に陥り、議会議長と首相が大統領代行に就任した。1年後にも再び大統領を選出できなかったため、国民の直接選挙による選出へと変更された（任期は5年間のまま）。初の大統領選挙は1999年に実施された。第1回目の投票で過半数の得票を獲得した候補が大統領に当選となるが、過半数を得た候補がいない場合は決選投票が行われる。大統領官邸は、グラサルコビッチ伯爵宮殿。

## 大統領の一覧
| 第一共和政 (1939-1945) |                                              |                        |                             |                               |                                |             |                             |      |                        |
| 代                     | 大統領                                       | 大統領                 | 所属政党                    | 期                            | 在任期間                       | 在任期間    | 備考                        | 首相 | 首相                   |
| 001                    | ヨゼフ・ティソ Jozef Tiso                    |                        | スロバキア人民党 （SĽS）    | 1                             | 1939年10月26日 - 1945年4月3日  | 5年 + 159日 |                             |      | ヴォイテフ・トゥカ     |
| 001                    | ヨゼフ・ティソ Jozef Tiso                    | シュテファン・ティソ   | スロバキア人民党 （SĽS）    | 1                             | 1939年10月26日 - 1945年4月3日  | 5年 + 159日 |                             |      |                        |
| 第二共和政 (1993-現在) |                                              |                        |                             |                               |                                |             |                             |      |                        |
| 代                     | 大統領                                       | 大統領                 | 所属政党                    | 期                            | 在任期間                       | 在任期間    | 備考                        | 首相 | 首相                   |
| 00－                   | ヴラジミール・メチアル Vladimír Mečiar       |                        | 民主スロバキア運動 （HZDS） | －                            | 1993年1月1日 - 1993年3月2日    | 60日        | 大統領代行 （首相）         |      | ヴラジミール・メチアル |
| 001                    | ミハル・コヴァーチ Michal Kováč              |                        | 民主スロバキア運動 （HZDS） | 1                             | 1993年3月2日 - 1998年3月2日    | 5年 + 0日   |                             |      | ヴラジミール・メチアル |
| 001                    | ミハル・コヴァーチ Michal Kováč              | ヨゼフ・モラフチーク   | 民主スロバキア運動 （HZDS） | 1                             | 1993年3月2日 - 1998年3月2日    | 5年 + 0日   |                             |      |                        |
| 001                    | ミハル・コヴァーチ Michal Kováč              | ヴラジミール・メチアル | 民主スロバキア運動 （HZDS） | 1                             | 1993年3月2日 - 1998年3月2日    | 5年 + 0日   |                             |      |                        |
| 00－                   | ヴラジミール・メチアル Vladimír Mečiar       |                        | 民主スロバキア運動 （HZDS） | －                            | 1998年3月2日 - 1998年10月30日  | 242日       | 大統領代行 （首相）         |      |                        |
| 00－                   | イヴァン・ガシュパロヴィッチ Ivan Gašparovič |                        | 民主スロバキア運動 （HZDS） | －                            | 1998年7月14日 - 1998年10月30日 | 108日       | 大統領代行 （国民議会議長） |      |                        |
| 00－                   | ミクラーシュ・ズリンダ Mikuláš Dzurinda      |                        | スロバキア民主連立 （SDK）  | －                            | 1998年10月30日 - 1999年6月15日 | 228日       | 大統領代行 （首相）         |      | ミクラーシュ・ズリンダ |
| 00－                   | ヨゼフ・ミガシュ Jozef Migaš                 |                        | 民主左翼党 （SDĽ）          | －                            | 1998年10月30日 - 1999年6月15日 | 228日       | 大統領代行 （国民議会議長） |      | ミクラーシュ・ズリンダ |
| 002                    | ルドルフ・シュステル Rudolf Schuster         |                        | 市民合意党 （SOP）          | 2                             | 1999年6月15日 - 2004年6月15日  | 5年 + 0日   |                             |      | ミクラーシュ・ズリンダ |
| 003                    | イヴァン・ガシュパロヴィッチ Ivan Gašparovič |                        | 民主運動 （HZD）            | 3                             | 2004年6月15日 - 2014年6月15日  | 10年 + 0日  |                             |      | ミクラーシュ・ズリンダ |
| 003                    | イヴァン・ガシュパロヴィッチ Ivan Gašparovič | ロベルト・フィツォ     | 民主運動 （HZD）            | 3                             | 2004年6月15日 - 2014年6月15日  | 10年 + 0日  |                             |      |                        |
| 0(3)                   | イヴァン・ガシュパロヴィッチ Ivan Gašparovič | 無所属                 | 4                           | 2009年6月15日 - 2014年6月15日 |                                | 10年 + 0日  |                             |      |                        |
| 0(3)                   | イヴァン・ガシュパロヴィッチ Ivan Gašparovič | 無所属                 | 4                           | 2009年6月15日 - 2014年6月15日 | イヴェタ・ラジチョヴァー       | 10年 + 0日  |                             |      |                        |
| 0(3)                   | イヴァン・ガシュパロヴィッチ Ivan Gašparovič | 無所属                 | 4                           | 2009年6月15日 - 2014年6月15日 | ロベルト・フィツォ             | 10年 + 0日  |                             |      |                        |
| 004                    | アンドレイ・キスカ Andrej Kiska              |                        | 無所属                      | 5                             | 2014年6月15日 - 2019年6月15日  | 5年 + 0日   |                             |      |                        |
| 004                    | アンドレイ・キスカ Andrej Kiska              | ペテル・ペレグリニ     | 無所属                      | 5                             | 2014年6月15日 - 2019年6月15日  | 5年 + 0日   |                             |      |                        |
| 005                    | ズザナ・チャプトヴァー Zuzana Čaputová       |                        | 無所属                      | 6                             | 2019年6月15日 - 2024年6月15日  | 5年 + 0日   |                             |      |                        |
| 005                    | ズザナ・チャプトヴァー Zuzana Čaputová       | イゴール・マトビッチ   | 無所属                      | 6                             | 2019年6月15日 - 2024年6月15日  | 5年 + 0日   |                             |      |                        |
| 005                    | ズザナ・チャプトヴァー Zuzana Čaputová       | エドゥアルド・ヘゲル   | 無所属                      | 6                             | 2019年6月15日 - 2024年6月15日  | 5年 + 0日   |                             |      |                        |
| 005                    | ズザナ・チャプトヴァー Zuzana Čaputová       | イドヴィート・オードル | 無所属                      | 6                             | 2019年6月15日 - 2024年6月15日  | 5年 + 0日   |                             |      |                        |
| 005                    | ズザナ・チャプトヴァー Zuzana Čaputová       | ロベルト・フィツォ     | 無所属                      | 6                             | 2019年6月15日 - 2024年6月15日  | 5年 + 0日   |                             |      |                        |
| 006                    | ペテル・ペレグリニ Peter Pellegrini          |                        | 無所属                      | 7                             | 2024年6月15日 - （現職）       | 1年 + 57日  |                             |      | ロベルト・フィツォ     |